# Prevayler
Prevayler é um software livre escrito predominantemente em Java. É usado para persistência de dados transparente, tolerante a falhas e possui uma arquitetura de balanceamento de carga para Plain Old Java Objects (POJOs).
Quando comparado com um banco de dados tradicional, o processo de leitura de dados é cerca de três ou quatro ordens de magnitude mais rápido. Entretanto, por armazenar os dados em memória RAM, o volume total de dados fica limitado ao total de memória disponível.

## Teste deescalabilidadee resultados[carecede fontes?]
| Prevayler | Oracle | MySQL | SQLServer | Velocidade de Processador | Mais detalhes               |
| --------- | ------ | ----- | --------- | ------------------------- | --------------------------- |
| 62880.46  | 9.15   |       |           | 400 MHz                   | Testado por Eduardo Akatsu  |
| 144205.91 |        | 28.08 |           | 500 MHz                   | Testado por Eduardo Simioni |
| 215543.43 |        | 75.87 | 95.46     | 900 MHz                   | Testado por Daniel Santos   |

| Rank | Sistema   | Queries per second | Comparação com Prevayler            |
| ---- | --------- | ------------------ | ----------------------------------- |
| 1    | Prevayler | 228.369            |                                     |
| 2    | SQLServer | 0.10607            | 2153 vezes mais lento que Prevayler |
| 3    | MySQL     | 0.07023            | 3251 vezes mais lento que Prevayler |
| 4    | Oracle    | 0.022875           | 9983 vezes mais lento que Prevayler |